# Spritputs
Spritputs är en grovkornig puts. Den grova ytan åstadkommes genom att man i sista påslagning i stället för fin sand använder en grövre sådan eller grus. Någon efterbehandling med rivbräde eller dylikt görs inte.
Spritputs är ett infärgat putsbruk som finns i olika kulörer.
Spritstenar är mjukt formade naturgrus, vilket gett putsen dess namn. Som alternativ till naturgrus används krossade småstenar. Kornstorleken i spritputs är minst 5 mm.
Slätputsen har, som namnet anger, en slät och jämn yta. Slätputs och spritputs kan med fördel kombineras så, att stora murytor spritputsas och pilastrar, listverk, fönster- och dörromfattningar, slätputsas.